# Platanito
Guillermo Hernández, auch bekannt unter dem Spitznamen Platanito, ist ein ehemaliger mexikanischer Fußballspieler auf der Position eines Verteidigers, der die meiste Zeit beim Hauptstadtverein Club América unter Vertrag stand und in der Saison 1953/54 mit dem Club Deportivo Marte die mexikanische Fußballmeisterschaft gewann.

## Leben
„Platanito“ Hernández stand nachweislich zwischen 1945 und 1952 beim Club América unter Vertrag. Zur Saison 1952/53 wechselte er zum Club Deportivo Marte, mit dem er in der Saison 1953/54 den Meistertitel gewann. Am Ende derselben Saison gewann „Platanito“ mit den Marcianos durch einen 1:0-Sieg auch den mexikanischen Supercup gegen seinen vorherigen Arbeitgeber América.
In der Saison 1954/55 stand „Platanito“ Hernández beim Deportivo Toluca  FC unter Vertrag.

## Erfolge
CD Marte
- Mexikanischer Meister: 1954
- Mexikanischer Supercup: 1954